# 豊里村 (山形県)
豊里村（とよさとむら）は山形県最上郡にあった村。現在の鮭川村北東部、鮭川左岸にあたる。

## 地理
- 山：牛潜山
- 河川：鮭川

## 歴史
- 1889年（明治22年）4月1日 - 町村制の施行により、京塚村、庭月村、曲川村、石名坂村の区域をもって発足。
- 1892年（明治25年）7月8日 - 大字庭月・曲川が分立して豊田村が発足。
- 1954年（昭和29年）12月1日 - 鮭川村・豊田村と合併し、改めて鮭川村が発足。同日豊里村廃止。

## 交通

### 鉄道路線
- 日本国有鉄道
  - 奥羽本線
    - 羽前豊里駅